# راب براون (هنرپیشه)
رب براون (انگلیسی: Rob Brown؛ زادهٔ ۱۱ مارس ۱۹۸۴) هنرپیشه اهل ایالات متحده آمریکا است. از فیلم‌هایی که وی در آن نقش داشته‌است، می‌توان به دان جان، نقطه کور، یافتن فارستر و مربی کارتر اشاره کرد.